# 蜻蜓
蜻蜓（英語：Dragonfly，台語字：田嬰，台語音：tshân-enn / tshân-inn），是差翅下目（学名：Anisoptera）动物的通称，是一類屬於蜻蛉目的昆蟲，部分種類全年出現，有細長翅膀與腹部。
蜻蜓，又稱田嬰（閩南語）、灯烃、负劳、蟌、蝍蛉、桑蜋、蜻虰、纱羊、青娘子、尋塘，尾庵，塘梶（广州话）是屬於蜻蛉目差翅亞目的昆蟲。它的特徵包括碩大的複眼，兩對強而有力的透明翅膀，以及修長的腹部，长约8厘米。停止時翅膀為平放。
蜻蜓一般捕食蚊子、搖蚊和其他小昆蟲，例如蒼蠅、蜜蜂、蝴蝶、蛾、蟬等，部分甚至捕食魚類。常雌雄成羣，在水边飞行；交尾后，雌虫产卵于各種環境中，如水中、水草上、樹枝上。
蜻蜓通常在稚蟲（水蠆）棲息的湖泊、池塘、溪流或濕地附近活動。由於它們獵食害蟲，故此被視為重要的益蟲。
《日華子本草》說：“蜻蜓，涼，無毒。”“入药去翅足，炒用良”，《别录》：“强阴止精。”《陆川本草》：“治肾虚陽萎。”為四川名菜。

## 特徵
成蟲的頭部很圓，複眼大。胸部呈箱子形，有兩對的長翅膀，可以通過翅膀的交替振翅飛行，也能在空中定點飛行。休息時翅膀平放垂直合併的。腹部細長。蜻蜓的食性為肉食性，主要在空中捕食蚊、蠅、蝴蝶，甚至其他種類的蜻蜓。在捕食的時候牠們會用6隻腳猛抓住獵物，其腳上所長有的大量粗毛，可以抓緊獵物，令其無法逃脫。大顎相當發達，可以撕咬獵物，方便進食。牠們更能夠在300分鐘內吃光與自己體重相等的食物。
蜻蜓的腳在捕食時很有用處，但是卻不適合步行，所以蜻蜓除了在樹枝停下時會以腳作停泊作用外，其他時候甚少運用到足部。即使是稍微的移動，牠們也須要用翅膀來飛；而且即使只剩下一隻翅膀時，牠們仍可以飛行。蜻蜓點水其主要作用是雌蜻蜓正在水面上透過產卵管產卵。

## 文化
- 唐杜甫曲江詩中有云：「穿花蛱蝶深深見，點水蜻蜓款款飛。」
- 蜻蛉切
- 竹蜻蜓
- 《紅蜻蜓》（日本民謠）
- 齊白石《蜻蜓枇杷》
- 《小池》楊萬里

## 生活史
蜻蜓是典型的不完全變態昆蟲，由稚蟲蛻變至成蟲的階段中，不需經歷結蛹的過程。牠們一生只經歷三個階段: 卵、稚蟲及成蟲。 蜻蜓稚蟲是水生的，但部分晏蜓稚蟲能在無水的環境存活一段時間，而成蟲則是具飛行能力的陸生昆蟲。

### 卵
蜻蜓的卵會被置於植物內、枯木內或甚至乾土中，又或被隨意地掉在水面上，這視乎其種類而定。大多數溫帶地區的蜻蜓種類的卵不會在產後立刻孵化，並且可能待上數月才孵出稚蟲。 這一段不孵化時期稱為「滯育期」，目的是讓蜻蜓以卵的形態度過寒冬。因為香港的冬天氣候溫和，所以這現象在香港並不需要，但據知某些把卵產於乾土中的長尾蜓屬種類能以卵的形態在乾旱的環境中生存一般時期。黃蜻的卵則衹在多便孵化，且更可在雨後形成的短暫水窪中孵化，牠們這種迅速的成長明顯是個很好的優勢。

### 稚蟲
水蠆，孵化後的稚蟲的第一個階段或齡期稱為前稚蟲。牠們沒有足部，這階段通常只維持數秒至數分鐘。 稚蟲在這第一次脫皮後就進入第二個齡期，牠們有構造簡單的足部和三條有節的觸角。稚蟲的成長期一般都有八至十五個齡期，是蜻蜓一生中最漫長的時間。
稚蟲在羽化為成蟲前，會經過一個變態期。在這階段，稚蟲會成為成蟲，但牠們會一直留在外骨骼內，直至最後的齡期。在這段期間，稚蟲的身體會在外骨骼內慢慢重新構造為成蟲。因為口器慢慢退化，稚蟲亦會停止進食。當透過稚蟲外殼也能隱約窺見成蟲的身體上的顏色及斑紋時，稚蟲很快便在合適的時間羽化。蜻蜓成蟲會直接由成熟稚蟲羽化出來，牠們有發展良好的翅芽。蜻蜓沒有蛹的階段。從稚蟲蛻變为成蟲，這真是一個很特別的過程，因為稚蟲和成蟲這兩個階段可說是完全沒有相似之處。

### 羽化
在氣候溫和的地區，寒冬使羽化期衹限於春天和夏天。鑒於香港屬亞熱帶氣候，冬季雖短但明顯較涼快，使得大部份蜻蜓種類的羽化期都沒有明顯的模式。香港有一些品程稱為「春季種類」，牠們在春天羽化為成蟲，四月下旬或五月通常是牠們羽化的高峄期。牠們擁有同步羽化的模式，即當雨季開始和氣溫上升時，牠們的羽化期也同時開始。 春季種類包括大部份的河棲春蜓科，如獨角曦春蜓和純鎏尖尾春蜓。 此兩種蜻蜓的羽化高峄期較中華長鈎春蜓早大約兩星期。 色蟌科的煙翅綠色蟌也是一種春季種類，牠們的飛行期很短；同屬色蟌科的華艷色蟌則由春季至十一月下旬都可見牠們的展翅飛翔。 大部份羽化期沒有明顯模式的蜻蜓種類，從三月至翌年的一月都可見牠們飛行。黃蜻則全年都在飛行，這是由於牠們有遷飛而來的種群湧入。然而，這情況就不太可能在一月及二月時出現，因為雖然估計遷飛的種群會從菲律賓而來，但是盛行風在這兩個月大多從東面或東北面吹來，卻很少是源自南面的菲律賓。
有些種類，尤其是纹藍小蜻，要直至夏末才會看到，但大部份的羽化高峄期都在春天，夏天期間繼續會有稚蟲羽化，但數目會逐漸減少，到了深秋，羽化期就會完全終結，這與當時的平均氣溫明顯下降有關。
羽化為成蟲的實際過程是十分精彩的，通常在一小時內完成。 不過，要將柔軟的身軀和閃亮的柔軟翅膀硬化，以及要蛻變成完全成熟的顏色則可能要花上數小時。 在這段時間中，牠們不能移動也缺乏堅硬的外殼保護，所以蜻蜓通常選擇於黃昏至清晨的時間進行羽化，以減少被捕食的機會。 而在羽化過程中，稍一不慎，身體或翅膀更會因撞到身邊物件而沒有完全擴展，導致出現畸型現象而影響日後的活動能力，甚至死亡。 大部份蜓科蜻蜓都在傍晚後不久的晚上開始羽化，然後在黎明前作首次飛行。 春蜓科、蜻科和束翅亞目則都在晨初時羽化。 大偽蜻屬種類在晚間羽化。

### 繁殖
蜻蜓的繁殖是最與眾不同，而這種繁殖方式的演化仍是一個謎。與其他昆蟲一樣，蜻蜓的生殖器官生長在腹部末端，第九腹節的腹面。在交配前，雄蟲會將精子從生殖孔轉送到位於第二及第三腹節腹面上第二組性器官中，並將精子儲存在那裏。 當雄蟲抓住了願意交合的雌蟲時，交尾(交配)就會開始。 首先，雄蟲會彎起腹部，利用腹部末端肛附器的交合突抓著雌蟲的頭部後側或前胸的背板。 然後，雄蟲會放鬆其足部對雌蟲的緊握，讓雌蟲輕鬆地懸掛在雄蟲的腹部末端。 願意交合的雌蟲會彎起腹部作出接觸，並將腹部末端緊貼在雄蟲的第二性器上。 這種交配模式在英文中有時稱為「輪」(wheel)。 接着，雄蟲會將雌蟲在過往交尾時留在體內的所有精子除掉，然後運用陰莖狀的器官將自己的精子放在雌蟲體內。
許多種類的雄蟲肛附器與雌蟲的頭部後側，以及雄蟲的第二性器官與雌蟲的性器官，都是有如鎖與鑰匙的結構互相契合，並且是種類特有。 由於這種精妙的特點，雄蟲與不同品種的雌蟲種類可交尾的機會就大大減低。 不過，有時一些大意的雄蟲亦有抓錯對象的一刻。 因此，肛附器的結構和特徵是用來分類和分辨品種的最佳標準。 某些蜻科交配可能只需很短時間，但對大多數種類來說，交配是一個非常冗長的過程，要經數分鐘，甚至數小時後，雌蟲才會產卵。
雌蟲大多在交尾後就立即產卵。 產卵時，有些雌蟲會由雄蟲抓着其腹部後側「串連」在一起進行；有些則是在沒有雄蟲抓着的情況下產卵。 許多雄蟲即使沒有緊抓着雌蟲，但在雌蟲產卵時，都會保護着牠們，以防其他雄蟲對該雌蟲產生興趣。 有的蜻蜓會把卵放在植物內，稱為「內生產卵」；有的則會把卵掉在潮濕的植物上或水面上。

## 其他
洛克希德·馬丁公司是一家美國的飛機制造商。在1959年9月29日，布兰尼夫国际航空542號班機在德克薩斯州水牛城上空解體，機上無人生還，原因是因為機翼解體。後來科學家研究發現，蜻蜓的翅膀末端有「翅痣」，可以防止翅膀顫抖。科學家們之後改良了飛機。

## 圖集

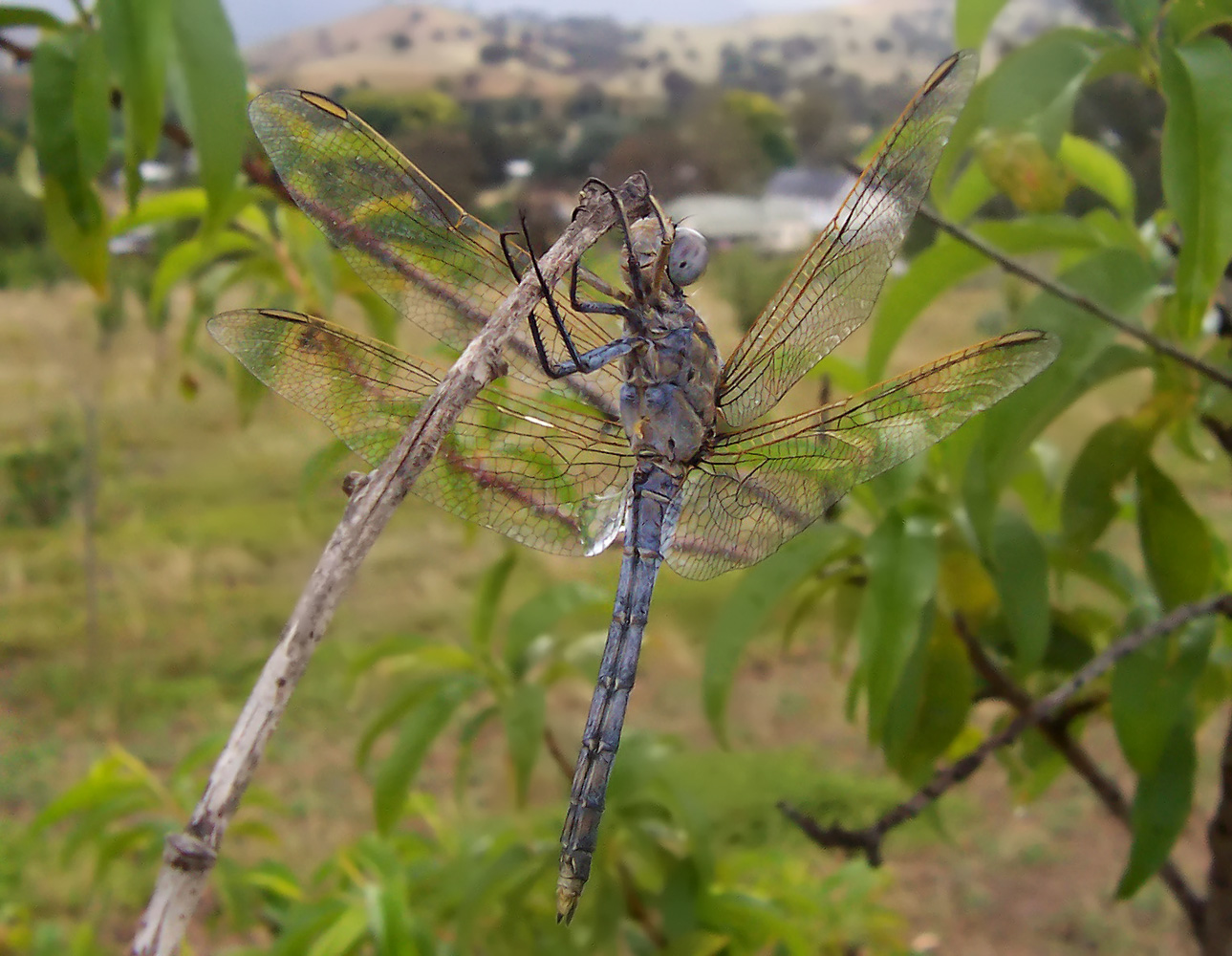
澳洲的藍蜻蜓（Blue Dragonfly）
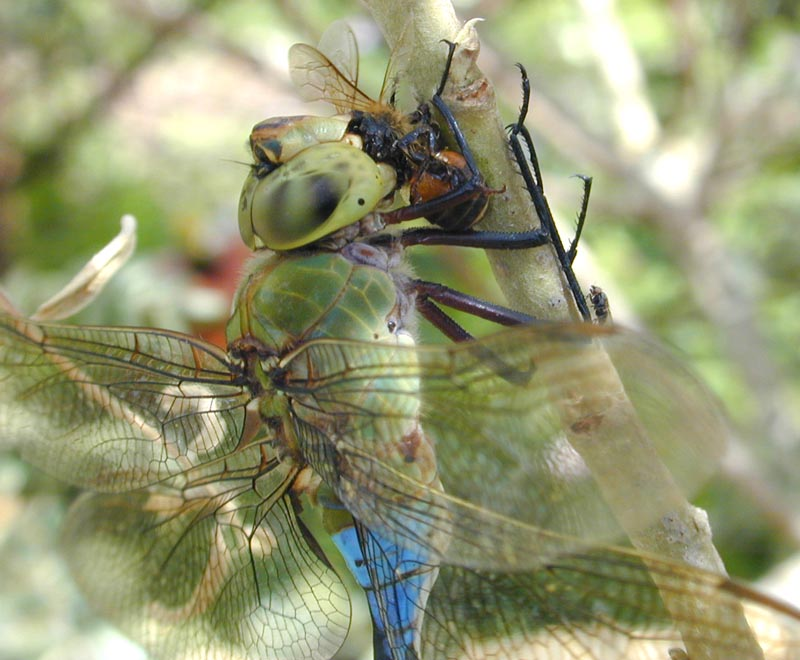
Green Darner 蜻蜓捕食蜜蜂
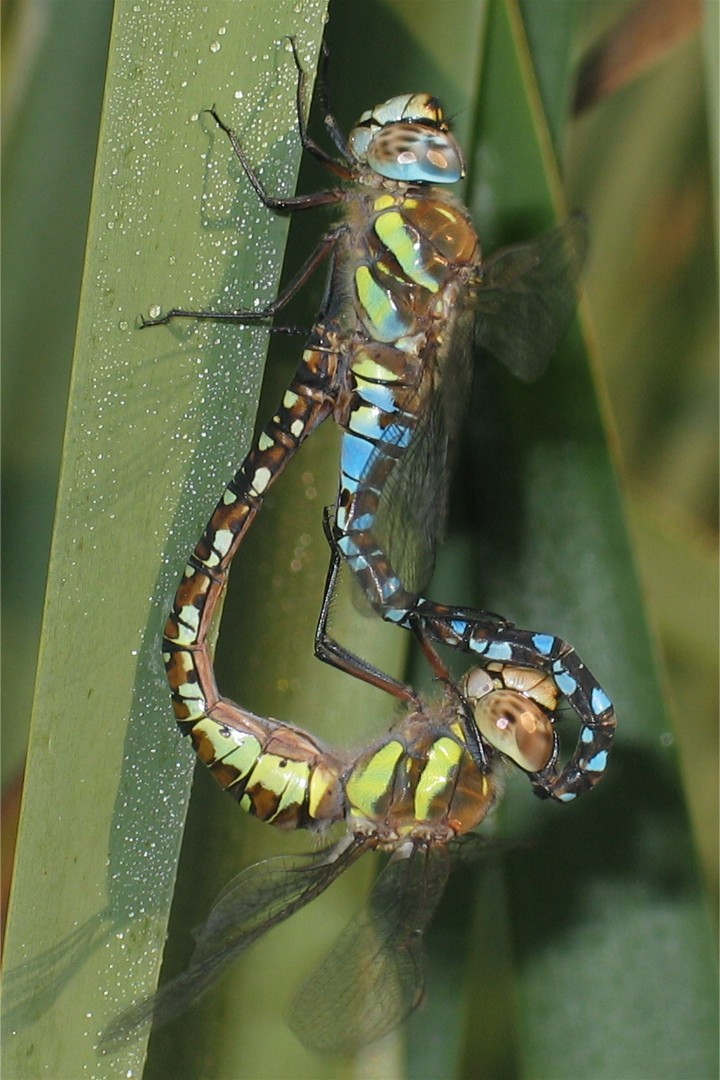
蜻蜓交配
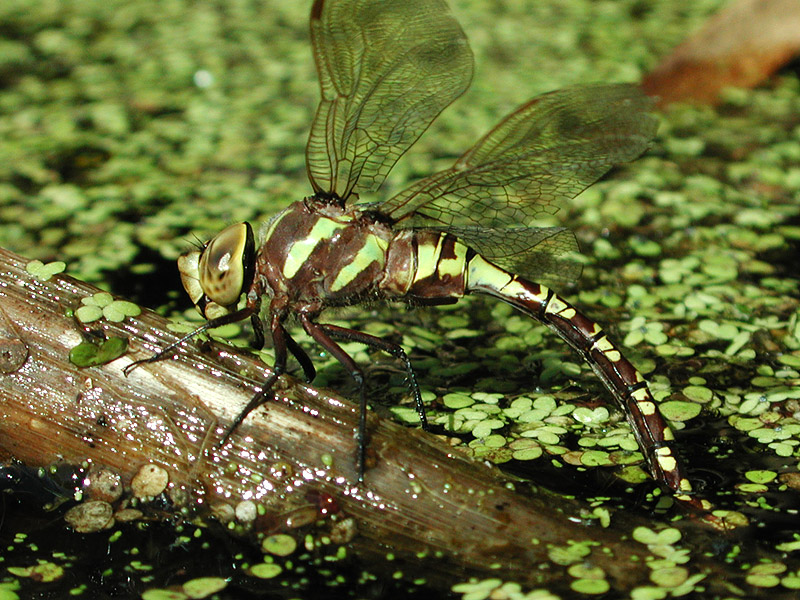
蜻蜓產卵
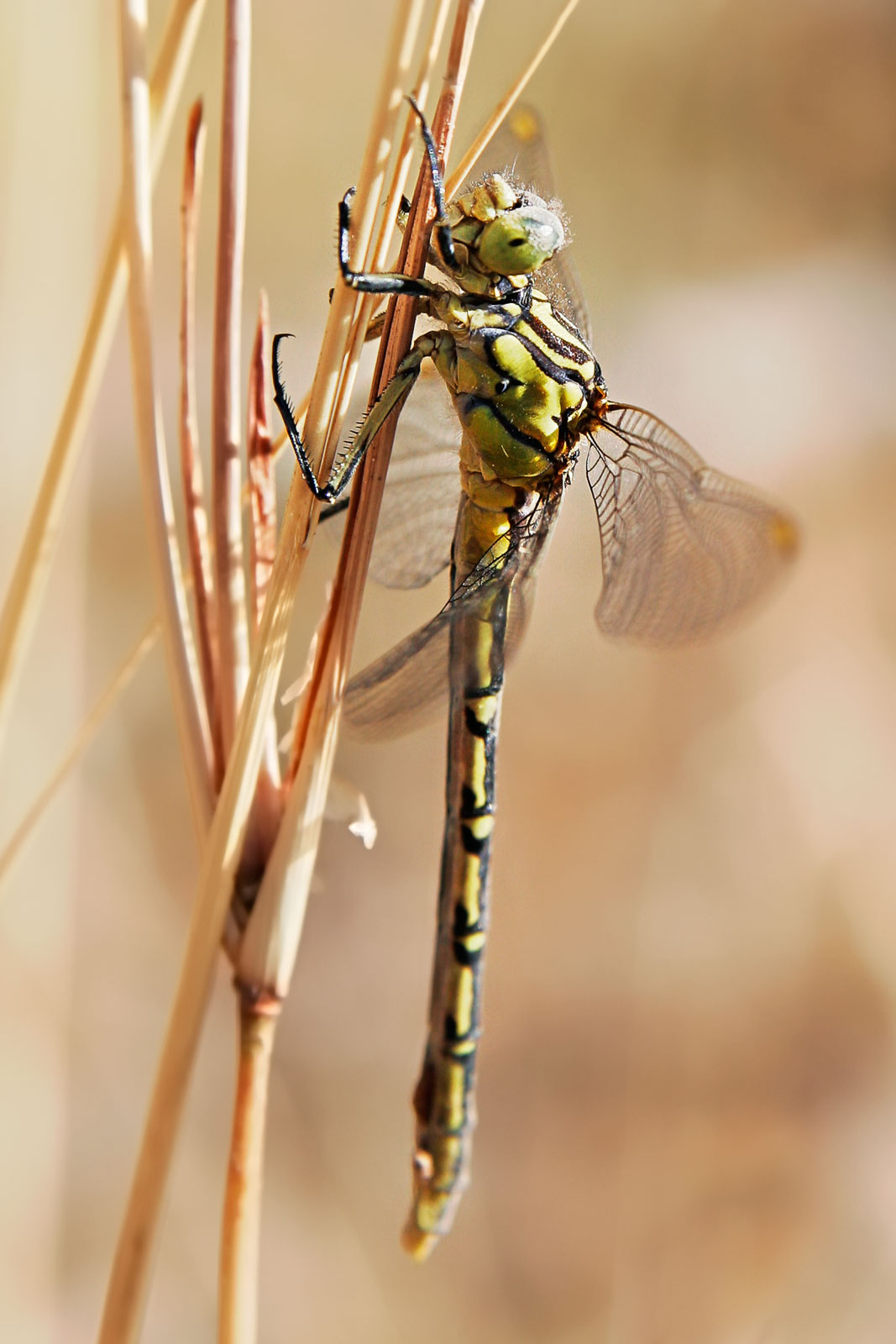
Austrogomphus guerini
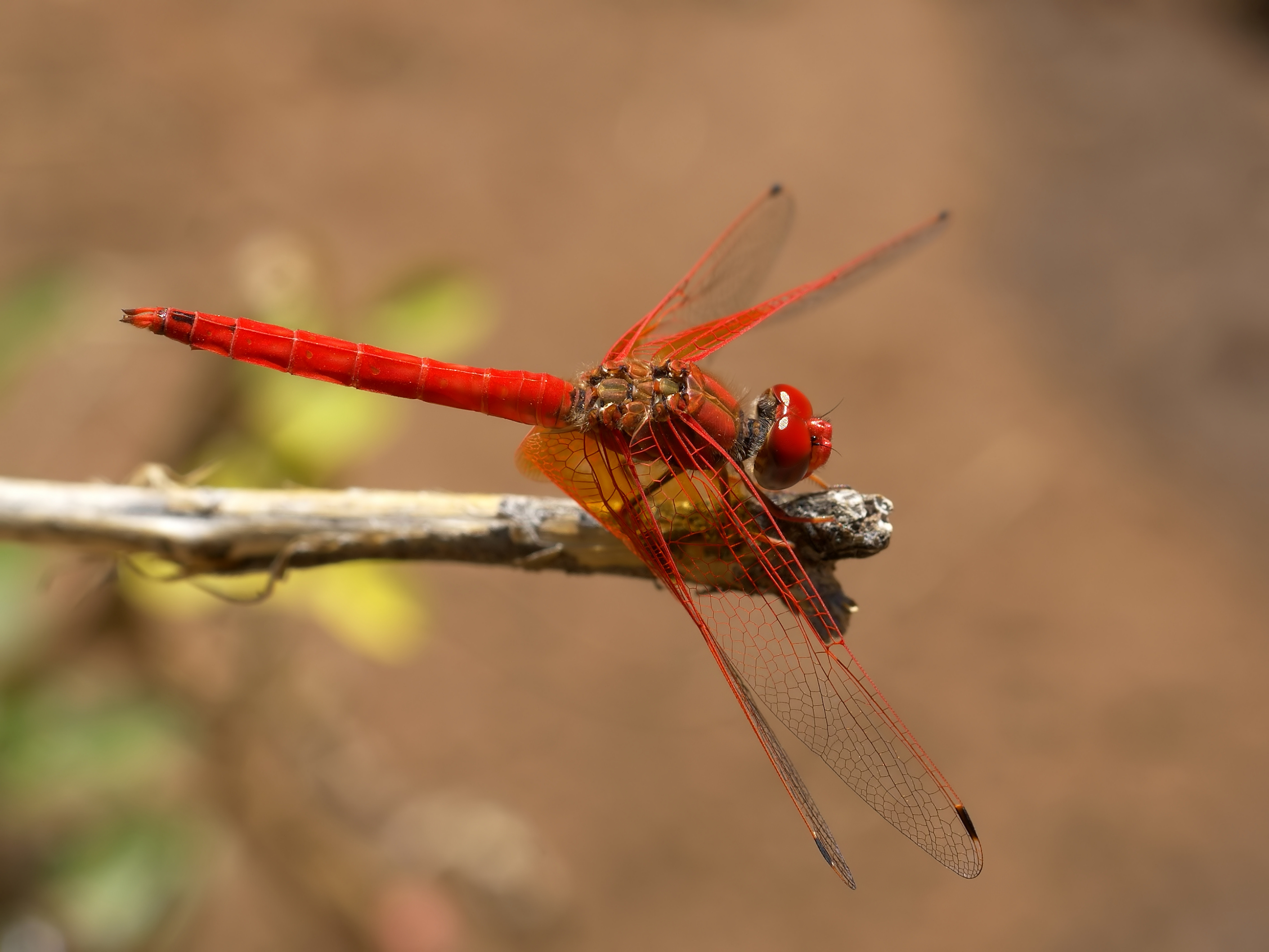
纳米比亚的非洲紅蜻蜓（Trithemis kirbyi）
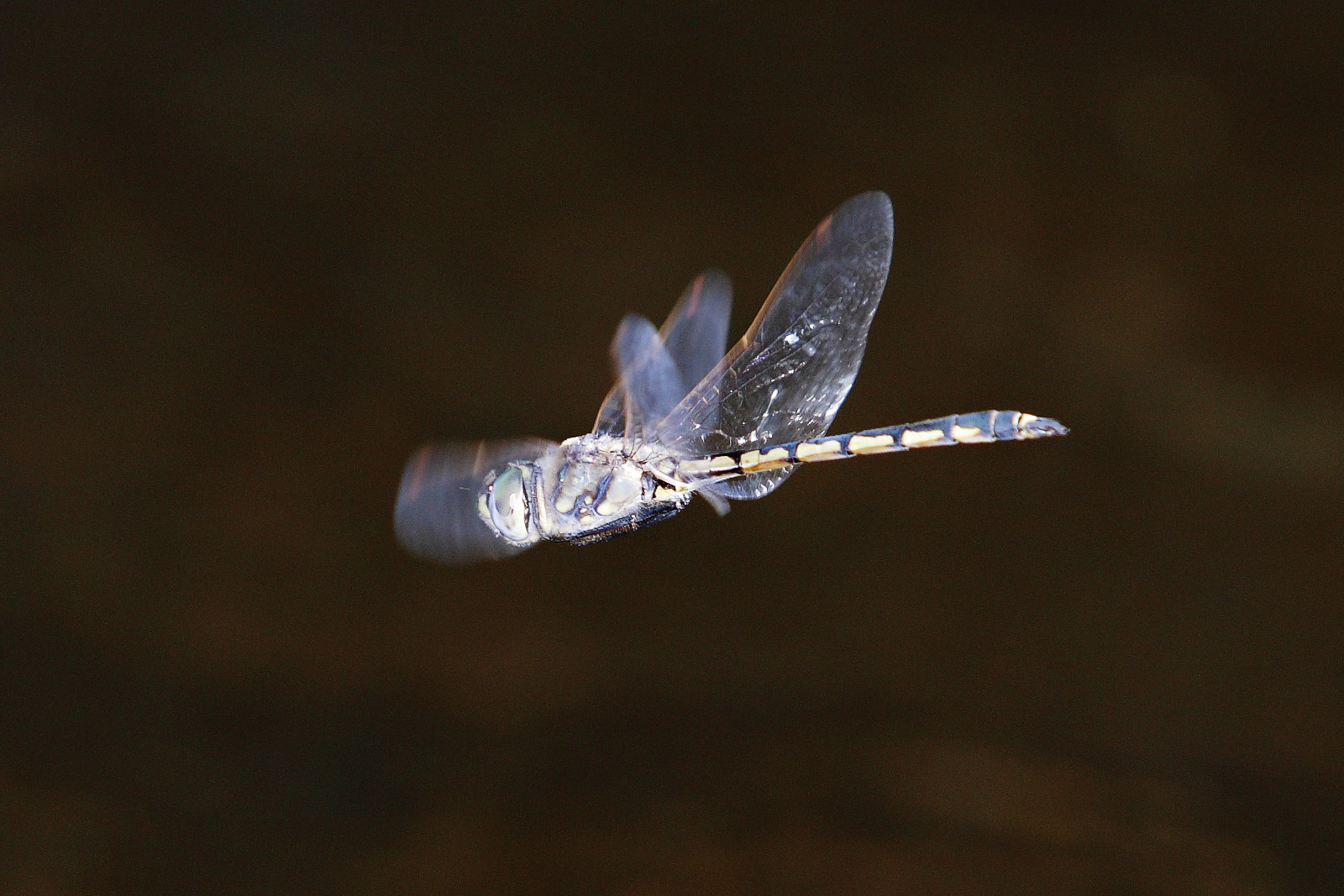
飛越小河
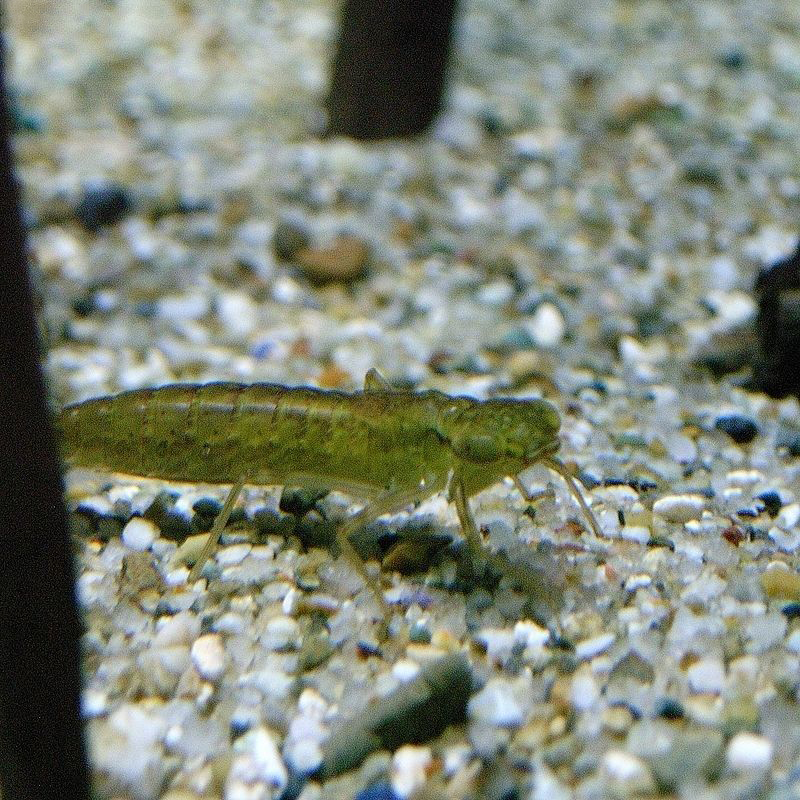
幼蟲時期
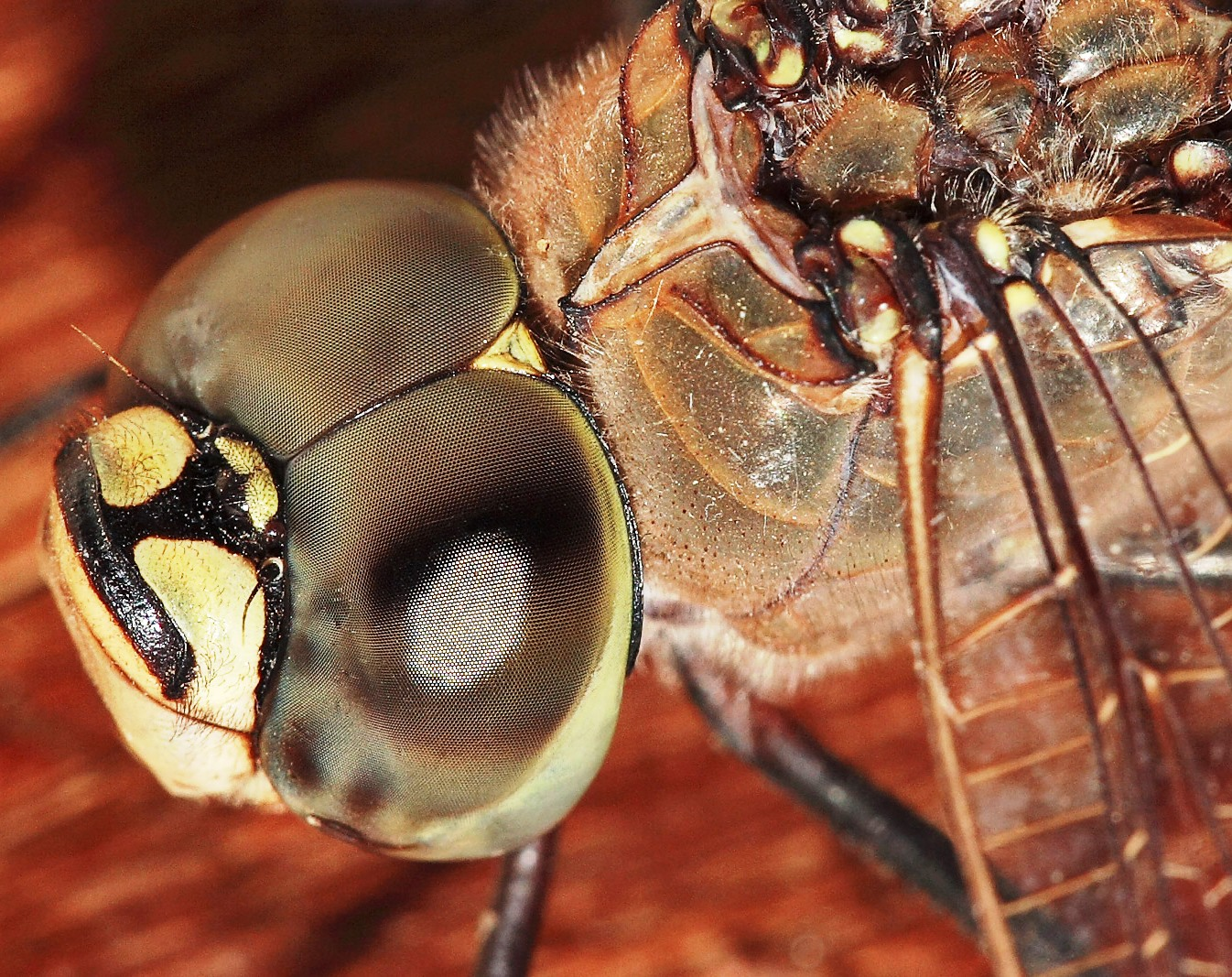
蜻蜓的複眼
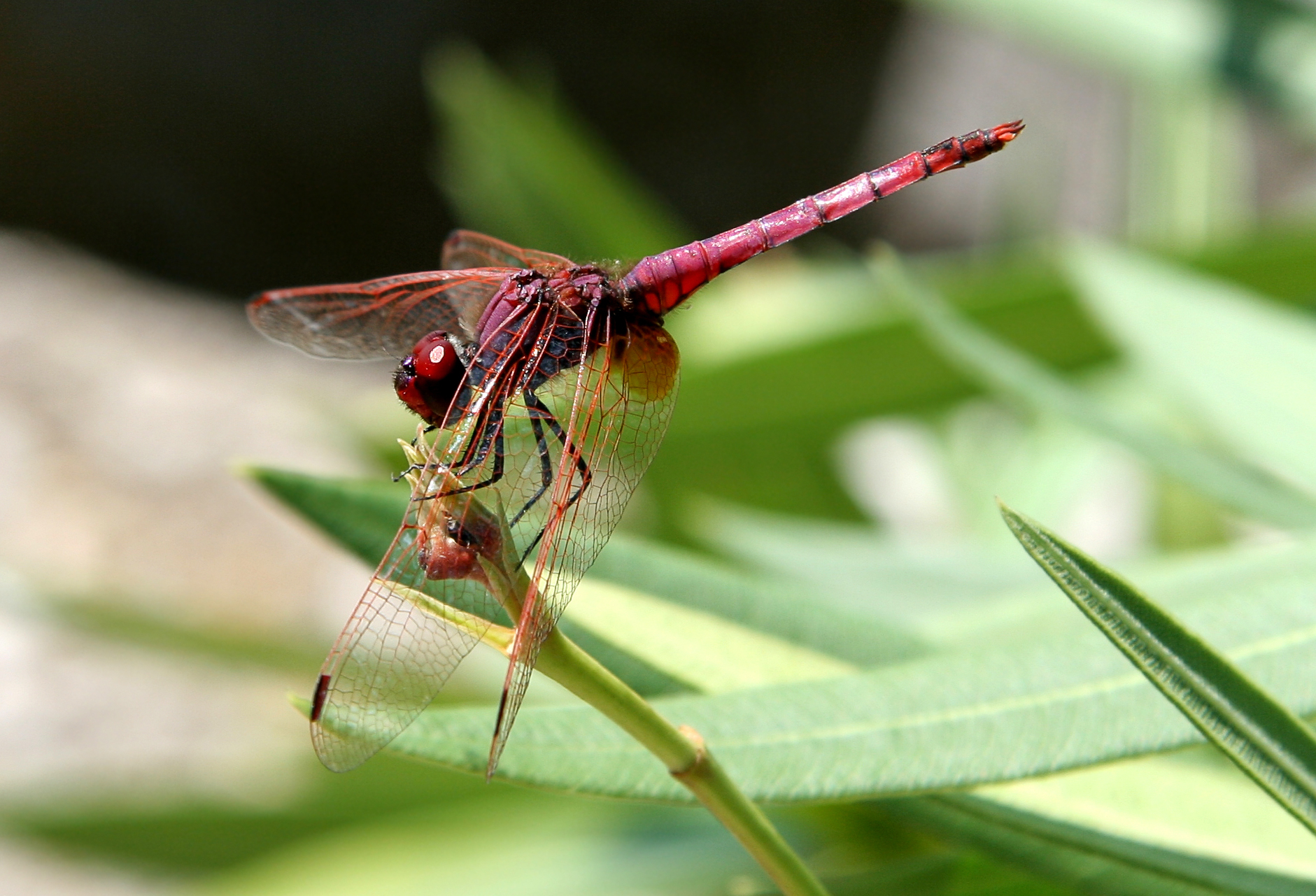
雄性褐蜻蜓
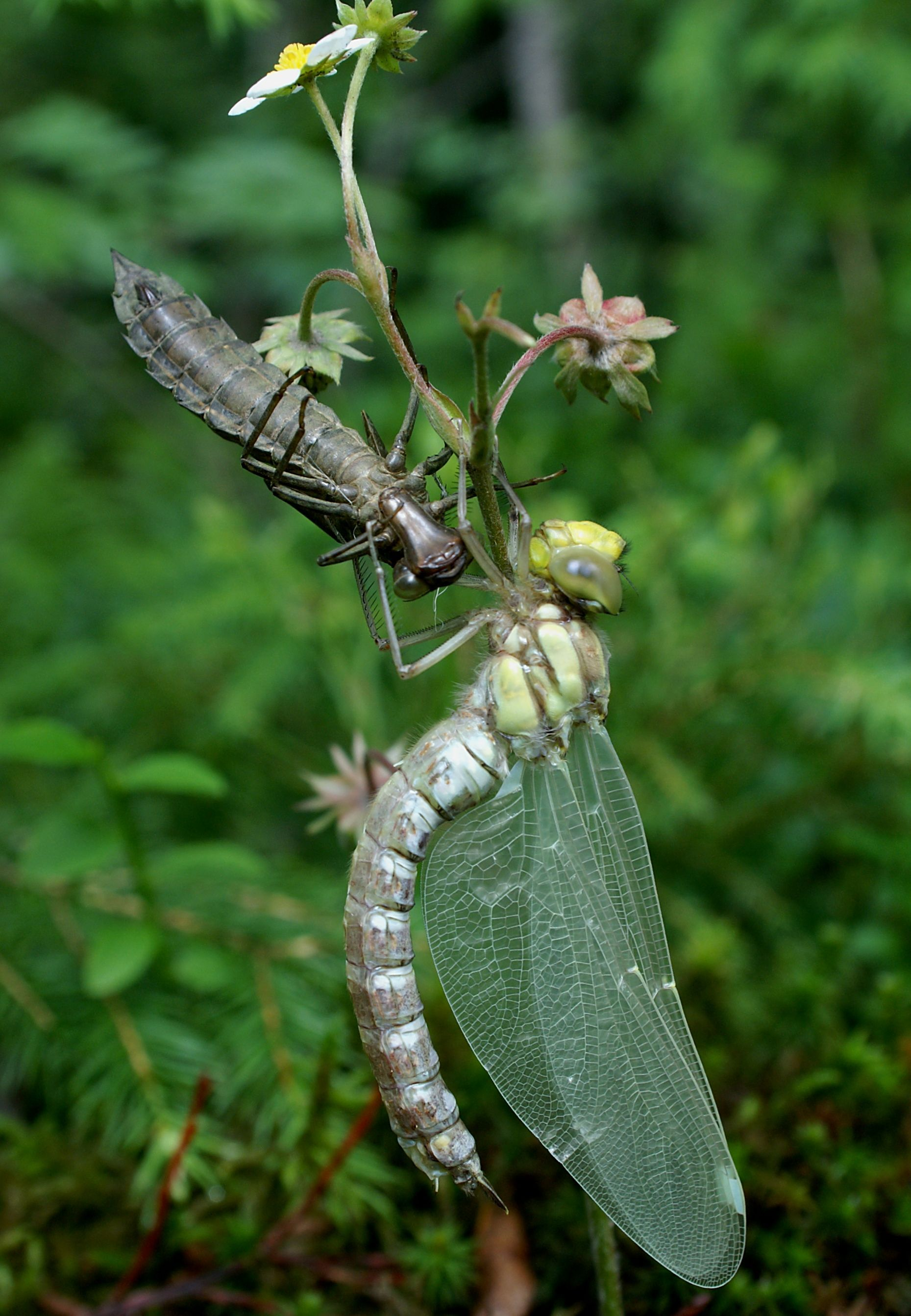
一只刚从幼虫壳中蜕出的蓝晏蜓（Aeshna cyanea）
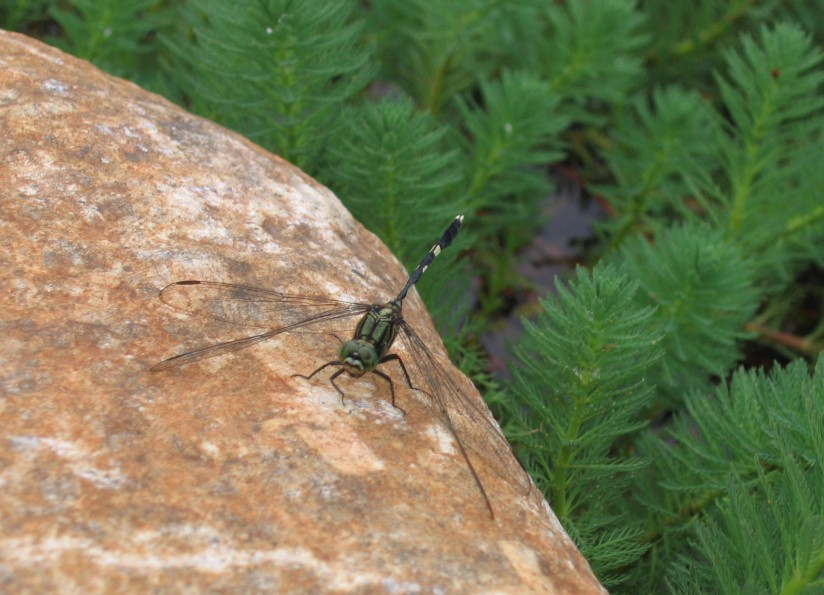
於香港濕地公園的狹腹灰蜻(Orthetrum sabina sabina)
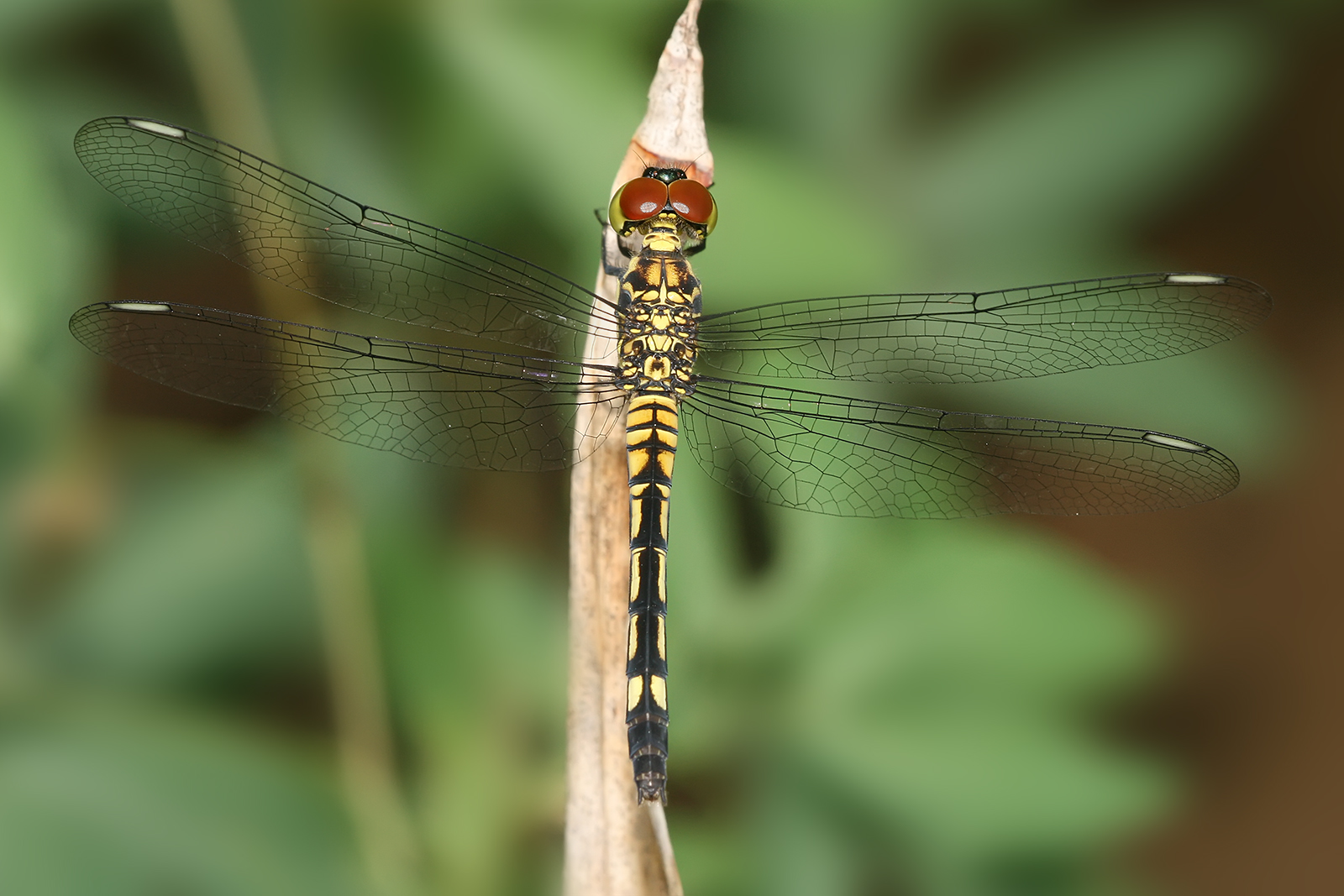
Chalcostephia flavifrons

## 外部連結
- 维基词典中的词条「dragonfly」
- 维基共享资源上的相關多媒體資源：蜻蜓
- 維基物種上的相關：蜻蜓
- 神戸的蜻蜓
- 蜻蜓特写 （页面存档备份，存于）